# Шатонёф-ле-Мартиг
Шатонёф-ле-Мартиг (фр. Châteauneuf-les-Martigues) — коммуна на юго-востоке Франции в регионе Прованс — Альпы — Лазурный Берег, департамент Буш-дю-Рон, округ Истр, кантон Мариньян.
Площадь коммуны — 31,65 км², население — 11 829 человек (2006) с выраженной тенденцией к росту: 13 277 человек (2012), плотность населения — 419,5 чел/км².

## История
До 2015 года коммуна административно входила в состав кантона Шатонёф-Кот-Блё.

## Население
Население коммуны в 2011 году составляло 12 266 человек, а в 2012 году — 13 277 человек.
| 1962 | 1968 | 1975 | 1982  | 1990  | 1999  | 2006  | 2011  | 2012  |
| ---- | ---- | ---- | ----- | ----- | ----- | ----- | ----- | ----- |
| 4822 | 6781 | 8600 | 10173 | 10911 | 11375 | 11829 | 12266 | 13277 |

Динамика населения:

## Экономика
В 2010 году из 7362 человек трудоспособного возраста (от 15 до 64 лет) 5148 были экономически активными, 2214 — неактивными (показатель активности 69,9 %, в 1999 году — 66,8 %). Из 5148 активных трудоспособных жителей работали 4552 человека (2432 мужчины и 2120 женщин), 596 числились безработными (242 мужчины и 354 женщины). Среди 2214 трудоспособных неактивных граждан 591 были учениками либо студентами, 739 — пенсионерами, а ещё 884 — были неактивны в силу других причин.
На протяжении 2010 года в коммуне числилось 4980 облагаемых налогом домохозяйств, в которых проживало 11 191,0 человек. При этом медиана доходов составила 20 тысяч 113 евро на одного налогоплательщика.